# Csomay Pál
Csomay Pál (egri) (Gencs, 1775. szeptember 10. – ?) jogász, költő
A tiszántúli kerületi tábla ülnöke, Szatmár megye  országgyűlési követe volt. Életében egy könyvet jelentetett meg Debrecenben:
Méltgs kis-szántói Lányi Imre úrnak, Ungh vármegye fő ispányának hála s tisztelete jeléűl. Debreczen, 1837. (Költemény.)